# Roelof Dednam
Roelof Jakobus Dednam (* 21. August 1985 in Bloemfontein) ist ein südafrikanischer Badmintonspieler. 

## Karriere
Roelof Dednam nahm 2008 im Herrendoppel an Olympia teil. Er unterlag dabei mit seinem Bruder Chris Dednam gleich in Runde eins und wurde somit 9. in der Endabrechnung. In den beiden Jahren zuvor hatte das Bruderpaar die Afrikameisterschaft gewonnen. Weitere Siege bei den südafrikanischen Meisterschaften und den South Africa International schlagen in ihrer Erfolgsbilanz ebenso zu Buche.

## Sportliche Erfolge
| Saison | Veranstaltung                 | Disziplin    | Platz | Name                                 |
| ------ | ----------------------------- | ------------ | ----- | ------------------------------------ |
| 2004   | Südafrikanische Meisterschaft | Herrendoppel | 1     | Chris Dednam / Roelof Dednam         |
| 2005   | South Africa International    | Herrendoppel | 1     | Chris Dednam / Roelof Dednam         |
| 2005   | Südafrikanische Meisterschaft | Herrendoppel | 1     | Chris Dednam / Roelof Dednam         |
| 2006   | Mauritius International       | Herrendoppel | 2     | Christoffel Dednam / Roelof Dednam   |
| 2006   | Afrikameisterschaft           | Herrendoppel | 1     | Roelof Dednam / Chris Dednam         |
| 2006   | Südafrikanische Meisterschaft | Herrendoppel | 1     | Chris Dednam / Roelof Dednam         |
| 2007   | Afrikaspiele                  | Herrendoppel | 1     | Roelof Dednam / Chris Dednam         |
| 2007   | Mauritius International       | Herrendoppel | 2     | Christoffel Dednam / Roelof Dednam   |
| 2007   | Afrikameisterschaft           | Herrendoppel | 1     | Roelof Dednam / Chris Dednam         |
| 2007   | Südafrikanische Meisterschaft | Herrendoppel | 1     | Chris Dednam / Roelof Dednam         |
| 2007   | Mauritius International       | Mixed        | 3     | Roelof Dednam / Kerry-Lee Harrington |
| 2008   | Südafrikanische Meisterschaft | Herrendoppel | 1     | Chris Dednam / Roelof Dednam         |
| 2009   | Südafrikanische Meisterschaft | Herreneinzel | 1     | Roelof Dednam                        |
| 2010   | Afrikameisterschaft           | Mixed        | 2     | Roelof Dednam / Annari Viljoen       |
| 2011   | Südafrikanische Meisterschaft | Herrendoppel | 1     | Chris Dednam / Roelof Dednam         |